# Alto da Boa Vista (Rio de Janeiro)
Alto da Boa Vista é um bairro da Zona Norte do município do Rio de Janeiro, no Brasil. Está localizado no topo do Maciço da Tijuca, que divide a cidade em zonas Norte, Sul, Oeste e Central. Possui, ainda, como locais de interesse, o Cristo Redentor, a Gávea Pequena (residência oficial do prefeito do município) e a Vista Chinesa, no Parque Nacional da Tijuca.
O bairro de Alto da Boa Vista abriga cerca de 20 000 habitantes, pertencendo à região administrativa da Tijuca.

## Geografia

### Principais acessos
Seu acesso pode se dar pela Avenida Edson Passos, para quem vem da Zona Norte pela Tijuca e Usina; pela Estrada das Canoas e pela Estrada da Gávea Pequena, de quem vem da Zona Sul por São Conrado; pela Estrada do Horto de quem vem também da Zona Sul pelo Jardim Botânico e Horto; pela antiga Estrada de Furnas de quem vem da Barra da Tijuca e do Itanhangá; pela Estrada das Paineiras de quem vem do Cosme Velho e Laranjeiras e também pela Rua Amado Nervo, próximo à Praça Afonso Viseu, para quem vem do Centro, de Santa Teresa ou da Estrada do Sumaré.
Possui também um acesso ferroviário através da turística Estrada de Ferro do Corcovado (conhecida também como Trem do Corcovado), para quem vem do Cosme Velho. Este acesso pode ser obtido por meio da Estação Paineiras, situada no Parque Nacional da Tijuca e da Estação Corcovado, onde se situa a estátua do Cristo Redentor, símbolo máximo da cidade e eleita uma das maiores maravilhas do mundo. 
O bairro também já possuiu acesso por uma linha de bondes elétricos, para quem vinha da Tijuca ou da Usina. Era tida como a mais bela linha de bondes da capital fluminense, sendo administrada pela Light e posteriormente pela Companhia de Transportes Coletivos do Rio de Janeiro (CTC) e cuja operação se deu entre os anos de 1898 e 1967. 

### Clima
| Maiores acumulados de precipitação em 24 horas registrados no Alto da Boa Vista por meses (INMET) | Maiores acumulados de precipitação em 24 horas registrados no Alto da Boa Vista por meses (INMET) | Maiores acumulados de precipitação em 24 horas registrados no Alto da Boa Vista por meses (INMET) | Maiores acumulados de precipitação em 24 horas registrados no Alto da Boa Vista por meses (INMET) | Maiores acumulados de precipitação em 24 horas registrados no Alto da Boa Vista por meses (INMET) | Maiores acumulados de precipitação em 24 horas registrados no Alto da Boa Vista por meses (INMET) |
| Mês                                                                                               | Acumulado                                                                                         | Data                                                                                              | Mês                                                                                               | Acumulado                                                                                         | Data                                                                                              |
| ------------------------------------------------------------------------------------------------- | ------------------------------------------------------------------------------------------------- | ------------------------------------------------------------------------------------------------- | ------------------------------------------------------------------------------------------------- | ------------------------------------------------------------------------------------------------- | ------------------------------------------------------------------------------------------------- |
| Janeiro                                                                                           | 245,2 mm                                                                                          | 09/01/1998                                                                                        | Julho                                                                                             | 182,5 mm                                                                                          | 29/07/2007                                                                                        |
| Fevereiro                                                                                         | 310,7 mm                                                                                          | 12/02/1998                                                                                        | Agosto                                                                                            | 186,3 mm                                                                                          | 22/08/2020                                                                                        |
| Março                                                                                             | 327,2 mm                                                                                          | 12/03/1998                                                                                        | Setembro                                                                                          | 147,2 mm                                                                                          | 22/09/2020                                                                                        |
| Abril                                                                                             | 241,5 mm                                                                                          | 02/04/1977                                                                                        | Outubro                                                                                           | 169,5 mm                                                                                          | 10/10/2009                                                                                        |
| Maio                                                                                              | 168,2 mm                                                                                          | 24/05/2006                                                                                        | Novembro                                                                                          | 182,3 mm                                                                                          | 06/11/2002                                                                                        |
| Junho                                                                                             | 213,8 mm                                                                                          | 21/06/2017                                                                                        | Dezembro                                                                                          | 285 mm                                                                                            | 24/12/2001                                                                                        |
| Período: 01/06/1966-presente                                                                      |                                                                                                   |                                                                                                   |                                                                                                   |                                                                                                   |                                                                                                   |

No bairro registram-se as menores temperaturas do município do Rio de Janeiro, em todas as épocas do ano. Seu clima ameno, em comparação com o restante do município, deve-se tanto ao fato de estar situado a uma altitude média de trezentos metros acima do nível do mar, quanto ao fato de estar totalmente cercado pela Mata Atlântica.[carece de fontes?]
Segundo dados do Instituto Nacional de Meteorologia (INMET), desde 1966 a menor temperatura registrada no Alto da Boa Vista foi de 6,7 °C em 28 de junho de 1994 e a maior atingiu 38,5 ºC em três ocasiões: 30 de agosto de 1993, 2 de dezembro de 2002 e 14 de outubro de 2005. O maior acumulado de precipitação em 24 horas atingiu 327,2 milímetros (mm) em 12 de março de 1998.
Outros acumulados iguais ou superiores a 200 mm foram 310,2 mm em 12 de fevereiro de 1998, 285 mm em 24 de dezembro de 2001, 284 mm em 26 de fevereiro de 1971, 245,2 mm em 9 de janeiro de 1998, 241,5 mm em 2 de abril de 1977, 230 mm em 3 de dezembro de 1981, 226,2 mm em 2 de janeiro de 2004, 223,8 mm em 14 de dezembro de 2007, 221,2 mm em 18 de abril de 2006, 213,8 mm em 21 de junho de 2017, 204,8 mm em 6 de abril de 2010, 201,8 mm em 13 de fevereiro de 1996 e 200,5 mm em 13 de março de 2016.
| Dados climatológicos para Alto da Boa Vista                                                    | Dados climatológicos para Alto da Boa Vista | Dados climatológicos para Alto da Boa Vista | Dados climatológicos para Alto da Boa Vista | Dados climatológicos para Alto da Boa Vista | Dados climatológicos para Alto da Boa Vista | Dados climatológicos para Alto da Boa Vista | Dados climatológicos para Alto da Boa Vista | Dados climatológicos para Alto da Boa Vista | Dados climatológicos para Alto da Boa Vista | Dados climatológicos para Alto da Boa Vista | Dados climatológicos para Alto da Boa Vista | Dados climatológicos para Alto da Boa Vista | Dados climatológicos para Alto da Boa Vista |
| Mês                                                                                            | Jan                                         | Fev                                         | Mar                                         | Abr                                         | Mai                                         | Jun                                         | Jul                                         | Ago                                         | Set                                         | Out                                         | Nov                                         | Dez                                         | Ano                                         |
| ---------------------------------------------------------------------------------------------- | ------------------------------------------- | ------------------------------------------- | ------------------------------------------- | ------------------------------------------- | ------------------------------------------- | ------------------------------------------- | ------------------------------------------- | ------------------------------------------- | ------------------------------------------- | ------------------------------------------- | ------------------------------------------- | ------------------------------------------- | ------------------------------------------- |
| Temperatura máxima recorde (°C)                                                                | 37,5                                        | 36,5                                        | 36,8                                        | 34,8                                        | 33                                          | 32,9                                        | 32,7                                        | 38,5                                        | 37,5                                        | 38,5                                        | 37,1                                        | 38,5                                        | 38,5                                        |
| Temperatura máxima média (°C)                                                                  | 30,2                                        | 30,6                                        | 29,1                                        | 27,5                                        | 25                                          | 24,3                                        | 24,1                                        | 24,6                                        | 25,2                                        | 26,3                                        | 26,8                                        | 29,1                                        | 26,9                                        |
| Temperatura mínima média (°C)                                                                  | 20,8                                        | 21                                          | 20,2                                        | 18,8                                        | 16,5                                        | 15,6                                        | 15,1                                        | 15,4                                        | 16,5                                        | 17,6                                        | 18,5                                        | 20                                          | 18                                          |
| Temperatura mínima recorde (°C)                                                                | 12                                          | 15,2                                        | 14,5                                        | 11,5                                        | 10,2                                        | 6,7                                         | 7,3                                         | 8,7                                         | 8,1                                         | 10,5                                        | 11,4                                        | 10,2                                        | 6,7                                         |
| Precipitação (mm)                                                                              | 228,6                                       | 177,8                                       | 252                                         | 201,1                                       | 180,8                                       | 154,1                                       | 179,9                                       | 150,5                                       | 219,5                                       | 194,7                                       | 239                                         | 236,8                                       | 2 414,8                                     |
| Dias com precipitação                                                                          | 11                                          | 9                                           | 11                                          | 9                                           | 9                                           | 8                                           | 8                                           | 9                                           | 11                                          | 11                                          | 13                                          | 12                                          | 121                                         |
| Fonte: INMET (normal climatológica de 1991-2020; recordes de temperatura: 01/06/1966-presente) |                                             |                                             |                                             |                                             |                                             |                                             |                                             |                                             |                                             |                                             |                                             |                                             |                                             |

### Parque Nacional da Tijuca

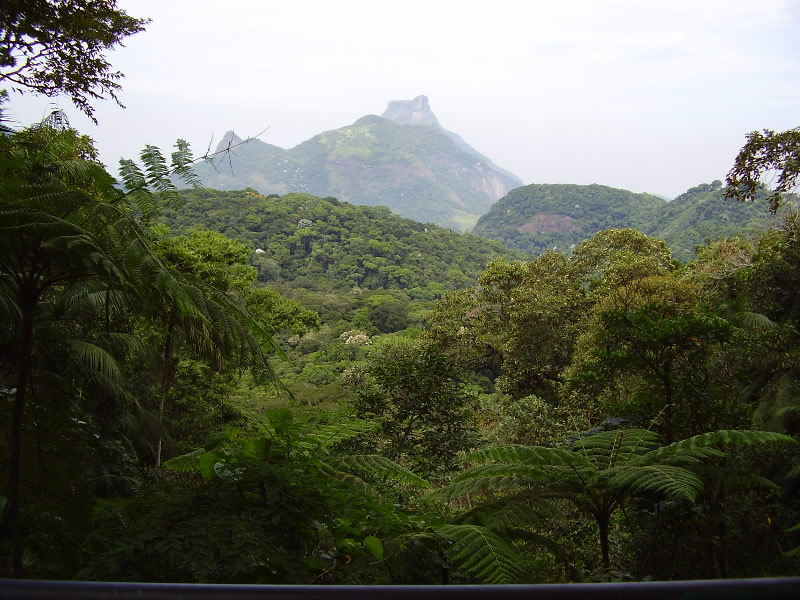
Vista do Parque Nacional da Tijuca.

O Parque Nacional da Tijuca, que guarda e preserva uma das maiores florestas urbanas do mundo, ocupa grande parte de seu território. A beleza da floresta, bem como os grandes terrenos de que dispunha no passado, fizeram surgir ali amplas residências, grandes chácaras e suntuosas mansões, outrora das classes mais altas da sociedade, que, desde o século XIX, ocuparam a região, especialmente entre as décadas de 1960 e de 1970.

## Cultura

### Cinema e televisão
O Alto da Boa Vista apresenta paisagens e avistamentos do mar, riachos e cachoeiras, praças de onde se podem admirar animais nativos e colher frutos silvestres, além da floresta e das tradicionais residências que compõem o bairro. Este conjunto de características o fez ser utilizado, muito frequentemente, como locação externa de diversas produções cinematográficas e televisivas nacionais. Personagens da ficção, tais como o empresário assassinado Salomão Hayala, da novela O Astro, o armador Aristides Vilhena, da por duas vezes editada Selva de Pedra, a promoter Maria Clara Diniz de Celebridade e muitos outros mais misturaram-se, ao longo das décadas de 1960 a 1980, a Raymundo Ottoni de Castro Maya, Drault Ernanny, Antonio Jorge Menezes, Arthur Sendas e outros personagens da vida real carioca que lá residiram.
Na televisão, o bairro também serviu de cenário para a novela O Primeiro Amor, como a fictícia cidadezinha de Nova Esperança. 

## Atualidade
A partir das décadas de 1980 e de 1990, o bairro experimentou acentuado esvaziamento, especialmente por parte de seus habitantes mais abastados (constatam-se diversas mansões vazias, à venda, ou, em última instância, transformadas em casas para grandes festas e eventos), assim como elevado grau de desvalorização imobiliária, atribuída sobretudo ao processo ainda pequeno de favelização das encostas, levando assim, as autoridades locais a começarem a rediscutir os atuais termos de uso do solo, que, até então, preveem novas construções somente em terrenos que integrem no mínimo 10 000 metros quadrados de área.
Tal legislação incentiva apenas edificações tais como as lá presentes até o momento: grandes propriedades unifamiliares, tipicamente de famílias muito abastadas e que, nos tempos atuais, pelo menos em sua maioria, não querem mais lá residir.
Outro motivo para a desvalorização do bairro foi o crescimento de bairros próximos, como a Barra da Tijuca, que oferecem melhor infraestrutura geral (comércio, transportes, segurança e outros).

## Novas perspectivas
Consta que já se iniciaram alguns projetos de desocupação das encostas, especialmente por conta da preservação necessária da natureza local.[carece de fontes?] No entanto, uma nova legislação urbanística ainda se faz necessária, para efeito do bairro voltar a atrair novos investimentos e empreendimentos imobiliários, que eventualmente possam conter o processo de ocupação irregular de suas áreas de preservação. Estuda-se a construção de um túnel que fará a ligação rápida entre a Tijuca e a Barra da Tijuca.